# 八菅神社
八菅神社（はすげじんじゃ）は神奈川県愛甲郡愛川町八菅山にある神社。旧社格は郷社。

## 由緒
中世に遡る関東でも有数の修験道の霊場であったが、慶應4年/明治元年（1868年）の神仏判然令で、神仏分離が行われ、さらには廃仏毀釈によって、神仏習合の修験は解体され、明治以降は郷社八菅神社となった。なお、入峰修行は明治５年（1871年）修験宗廃止令の前年まで続けられた。
八菅神社には八菅山光勝寺時代の巨大な碑伝が保存されている。正応4年（1291年）に八菅山の修験者と考えられる長喜が先達を務め、松田僧正、熊野長床衆 顕秀の3人が入峰修行を行った約3.8mの碑伝。天文21年（1552年）に、京都聖護院門跡道増が来山した時に納められた約2.3mの碑伝。天保12年（1841年）に京都聖護院門跡雄仁親王が来山した時に納められた6mを超える碑伝である。
『八菅山地誌調書上』（文政9年）では元禄年中に、『新編相模国風土記稿』では貞享4年（1687年）に聖護院末の本山派修験となったと記録されている。中世には、八菅山光勝寺の鎮守として「七所権現」がまつられ、近世に入ると「七社権現」「八菅山大権現」として権現社の位置づけが大きなものとなって行った。七所・七社とは、八菅山に於いては熊野権現を中心とした、蔵王権現、箱根権現、男山八幡、山王権現、白山権現、伊豆走湯権現である。八菅山光勝寺は山上の七社権現社・拝殿・国峰灌頂堂（禅定宿）、山下の本堂・祖師堂（役行者）・東照宮・鐘楼、坊中の院坊群から構成される一山寺院であった。
ただし、『八菅山地誌調書上』で八菅山から報告された以上の一山寺院としての様相は、江戸幕府地誌調所によって捉え直しが行われ、編纂された『新編相模国風土記稿』では、山上の七社権現社とは別に山下の諸堂と坊中を別当寺光勝寺として記述されている。
坊中は公称52ヶ坊で、名目上は本坊24坊、脇坊25坊、候人3坊であったが、近世末には多くの坊が退転し、近世後期には34坊となっていた。しかし、京都聖護院直末の南関東最大級の本山修験集落として聖護院門跡とのつながりも深い特異な山伏集団であった。
峯入り修行（入峰修行）は、八菅山と大山の間の峰々をたどる修行で、春の峰は2月20日から4月8日まで、秋の峰は7月20日から9月8日まで、いずれも49日間であったが、弘治3年（1557年）に35日となり、秋の峰は永禄3年（1560年）に中絶したと伝承されている。近世期には、八菅山の入峰修行は、本山聖護院から「国峰」として認定されていたため、八菅山の入峰修行9回をこなすことで大峰修行1回と同等の位階昇進を果たすことが出来た。
近世後期の入峰修行は2月15日から準備が始まり、2/20に神木を立て神木山伏がよじ登り祈祷を行う神木登りの祭礼と採燈護摩が多くの参詣人を前に山下で行われ、2月末日からは山上の禅定宿での修行者の合宿が始まり、3月16日からは山中の三十の行所を巡って大山を目指す抖擻修行に入り、3月18日、大山寺不動堂（現在の阿夫利神社下社の場所）に駈け下った。
明治5年の修験宗廃止令によって、修験集落八菅山は消滅した。山内に多数居住していた修験者は還俗し、山麓で帰農した。この際、宝喜院など有力な院坊は足立原姓、千葉姓などを名乗った。足立原姓を「鬼の子孫」としての誇りと関連付けて語られることもある。
春の例大祭では修験道時代の伝統再現を目指す行事として山上で柴燈護摩と「火渡り」が行われている。
八菅山の縁起は天明6年（1786年）、文化6年（1809年）、天保11年（1840年）の三本がある。これらはいずれも、大宝3年（703年）の役小角の開基を説く。天保本によれば、日本武尊が東征の砌に、この山を「蛇形山」と名付けた。その後、役小角が峯入り修行に入り、不動・薬師・地蔵の三体の像を刻んだ時に、池の中から白菅八茎が生ずる奇瑞が起こったので「八菅山」と名付けた。和銅2年（709年）に行基が勅願所として七社権現の寺を建立したという。縁起や伝承には様々な異説が伝えられている。近世の八菅山については『新編相模國風土記稿』（天保12年（1841年））編纂のための基本資料である『八菅山地誌調書上』（文政9年（1826年））に詳しく記録されている。修験集落八菅山の全貌については宮家準研究室が行った1970年代の総合調査の報告書が詳しいが、『八菅山地誌調書上』（文政9年（1826年））『神分諸次第』（天文15年（1546）、慶長2年（1597））などは史料として採用されていない。

## 境内及びその周辺
- 八菅神社社叢林 - 神奈川県指定天然記念物[10]
- 宝物館[11]

## 近隣の見所
- 八菅山いこいの森
- 尾山耕地

## 交通機関
小田急電鉄小田原線本厚木駅より神奈川中央交通路線バス、厚59、厚60、厚64、厚66、厚96、海老名駅西口より神奈川中央交通海09に乗り、一本松バス停留所下車、徒歩20分　
愛川町内循環バス中津西南部ルート、いこいの森入口停留所下車、徒歩6分

## 関連文献
- 「毛利庄 八菅村 八菅山権現社」『大日本地誌大系』 第38巻新編相模国風土記稿3巻之57村里部愛甲郡巻之4、雄山閣、1932年8月。NDLJP:1179219/118。
- 『八菅山地誌調書上』（“地誌御調書上”. 国立公文書館デジタルアーカイブ.   八菅山光勝寺 (文政9年〈1826年〉). 2024年6月18日閲覧。）。
- 「天文十五年　神分諸次第」「慶長二年　神分諸次第」『愛川町郷土博物館企画展示基礎調査報告書 第1集　愛川町古文書目録1』愛川町教育委員会、2000年